# Carli Lewis
Carli Lewis (ur. 24 października 1982) – australijska zapaśniczka walcząca w stylu wolnym. Zajęła 24. miejsce na mistrzostwach świata w 2002. Złota medalistka mistrzostw Oceanii w 2002 roku.